# بولکوف بی‌او ۲۰۷
Bo 207 (به انگلیسی: Bölkow_Bo_207) یک هواگرد ملخ‌پیشین تک‌موتوره از نوع ترابری غیرنظامی ساخت شرکت Bölkow است. هواگرد Bo 207 نخستین پروازش را در ۱۰ دسامبر ۱۹۶۰ میلادی انجام داد. در مجموع، تعداد ۹۲ فروند از این هواگرد ساخته شده‌است.